# Step on It (film 1936)
Step on It è un film del 1936 diretto da Harry S. Webb sotto il nome di Henri Samuels.

## Produzione
Il film fu prodotto dalla Reliable Pictures Corporation.

## Distribuzione
Titoli alternativi per la pellicola furono Speed Demon e Hunting Trouble: quest'ultimo venne usato per la distribuzione televisiva del film.
Distribuito dalla Reliable Pictures Corporation, il film - di cui non si conosce la data esatta di distribuzione - uscì nelle sale cinematografiche statunitensi nel gennaio 1936.